# Sastra helleri
Sastra helleri es una especie de insecto coleóptero de la familia Chrysomelidae. Fue descrita científicamente en 1917 por Weise.